# Cantonul Saint-Savinien
Cantonul Saint-Savinien este un canton din arondismentul Saint-Jean-d'Angély, departamentul Charente-Maritime, regiunea Poitou-Charentes, Franța.

## Comune
| Comune         | Populație (1999) | Cod poștal | Cod INSEE |
| -------------- | ---------------- | ---------- | --------- |
| Annepont       | 276              | 17350      | 17011     |
| Archingeay     | 597              | 17380      | 17017     |
| Bords          | 1231             | 17430      | 17053     |
| Champdolent    | 381              | 17430      | 17085     |
| Fenioux        | 120              | 17350      | 17157     |
| Grandjean      | 246              | 17350      | 17181     |
| Le Mung        | 263              | 17350      | 17252     |
| Les Nouillers  | 623              | 17380      | 17266     |
| Saint-Savinien | 2384             | 17350      | 17397     |
| Taillant       | 151              | 17350      | 17435     |
| Taillebourg    | 733              | 17350      | 17436     |